# 国立圭尼吉别墅博物馆

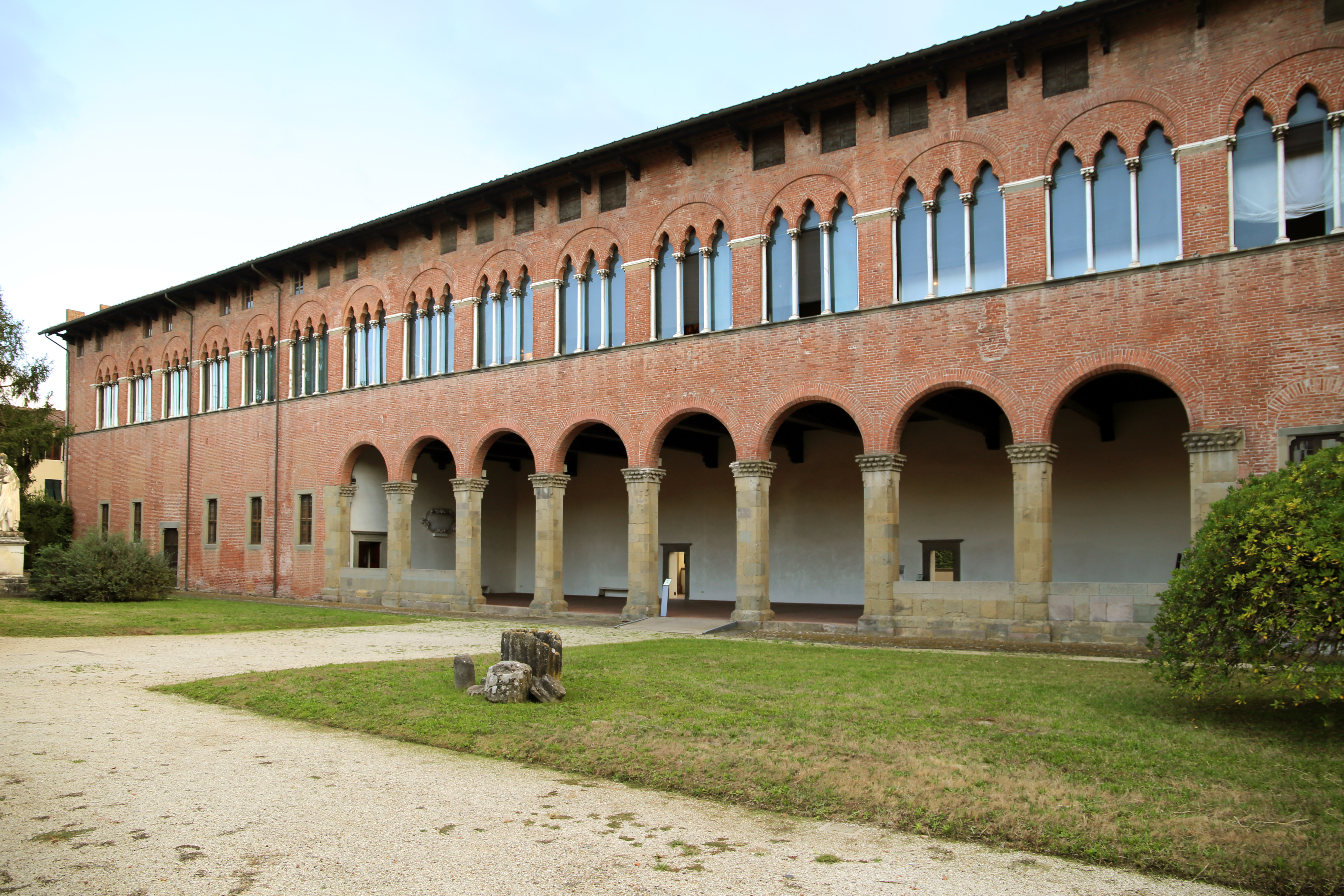
国立圭尼吉别墅博物馆

国立圭尼吉别墅博物馆（Museo Nazionale di Villa Guinigi）是意大利卢卡的主要艺术博物馆，收藏古代，中世纪，文艺复兴，巴洛克和新古典主义时期的艺术品。
该建筑由卢卡的统治者保罗·圭尼吉建于1413-1418年，特点是其底层的拱廊。他去世后，该建筑被共和国没收，曾用于多种用途。在1924年它被选定收藏艺术品。1948年它被捐赠给意大利国家。